# Éditions du Seuil
Pour les articles homonymes, voir Seuil.
Les éditions du Seuil sont une maison d'édition française créée en 1935 et appartenant au groupe Média participations depuis 2017.

## Présentation
Créée peu avant la Seconde Guerre mondiale par un groupe d'inspiration catholique réuni autour de l'abbé Plaquevent, la maison d'édition va jouer un rôle majeur dans la production littéraire et intellectuelle en France à partir de l'après-guerre, sous la direction de Jean Bardet et Paul Flamand. Elle doit son nom à cet objectif : « Le seuil, c'est tout l'émoi du départ et de l'arrivée. C'est aussi le seuil tout neuf que nous refaisons à la porte de l'Église pour permettre à beaucoup d'entrer, dont le pied tâtonnait autour. » (lettre de l'abbé Plaquevent, du 28 décembre 1934).
Le Seuil a particulièrement développé la publication de littérature internationale et d'essais en sciences humaines et sociales.
Parmi les succès éditoriaux on peut citer, entre autres, la série des Don Camillo, Le Guépard, et le Petit Livre rouge de Mao Zedong, dont les très grosses ventes ont permis de publier des titres à petits tirages, notamment en sciences humaines, avec la publication des œuvres de Jacques Lacan, Roland Barthes, Philippe Sollers (première période) ou plus tard Edgar Morin, Maurice Genevoix ou Pierre Bourdieu.
De même, le développement de relations de confiance avec les libraires lui permirent très tôt d'asseoir une activité de distribution importante, en assurant par exemple la diffusion des éditions Odile Jacob, éditions de Minuit, José Corti, Payot et Rivages, Les Empêcheurs de penser en rond, La Découverte.
En 1992 est créé Seuil jeunesse.
À partir de 2024, les éditions du Seuil prévoient également d'éditer des genres tels que la romance, la science-fiction ou les thrillers, abrités au sein d'un label dédié.

## Seuil jeunesse
Les éditions du Seuil sont restées fidèles à leur toute première vocation de publication de littérature d'enfance et de jeunesse, et Seuil jeunesse est créé en 1992, avec Jacques Binsztok et Brigitte Morel comme responsables éditoriaux. Paraissent alors des ouvrages de Květa Pacovská ou de Thierry Dedieu.
En 2009, Françoise Mateu devient responsable éditoriale, puis en 2011, Le Seuil Jeunesse et La Martinière Jeunesse sont réunis dans un même
pôle, sous la direction de Béatrice Decroix jusqu'en 2017, puis Séverin Cassan est responsable.
Parmi les auteurs publiés figurent Christophe Léon, Claire Mazard, Bertrand Solet, Jo Witek, Henning Mankell, Luc Blanvillain, Arthur Ténor, Mikaël Ollivier ou Ahmed Kalouaz.
Les éditions du Seuil jeunesse sont les premières, en 2005, à inclure dans les albums des films d'animation, réalisés par les artistes eux-mêmes (À Quai de Sara, Promenade d'un distrait de Beatrice Alemagna, sur un texte de Gianni Rodari).

## Prix littéraires
En nombre de prix littéraires, les éditions du Seuil se classent au troisième rang des maisons d'éditions françaises avec 58 prix, derrière Gallimard et Grasset. Cette suprématie a valu à ces maisons le sobriquet ironique de Galligrasseuil, initialement forgé par le journaliste québécois Louis-Bernard Robitaille, souvent repris depuis, en particulier par Le Canard enchaîné.
La première consécration du Seuil dans ces palmarès vient du prix Renaudot en 1947, mais c'est son premier prix Goncourt en 1959 pour Le Dernier des Justes, d’André Schwart-Bart qui assure au Seuil une immense notoriété. S’ensuivront 57 récompenses, dont 13 prix Renaudot, 12 prix Médicis et 5 nouveaux prix Goncourt. En 1980, Le Seuil a obtenu quatre Prix (Medicis, Renaudot, Académie et France Inter), et trois en 2014 (Médicis, Goncourt et Décembre).
Du fait de son intérêt pour la littérature internationale, Le Seuil est en outre l'éditeur en France de plusieurs Prix Nobel de Littérature, qu'il a souvent contribué à faire découvrir : T. S. Eliot (1948), Alexandre Soljenitsyne (1970), Heinrich Böll (1972), Gabriel García Márquez (1982) José Saramago (1998), Günter Grass (1999), J.M. Coetzee (2003), Elfriede Jelinek (2004), Mo Yan (2012), Alice Munro (2013).

## Historique

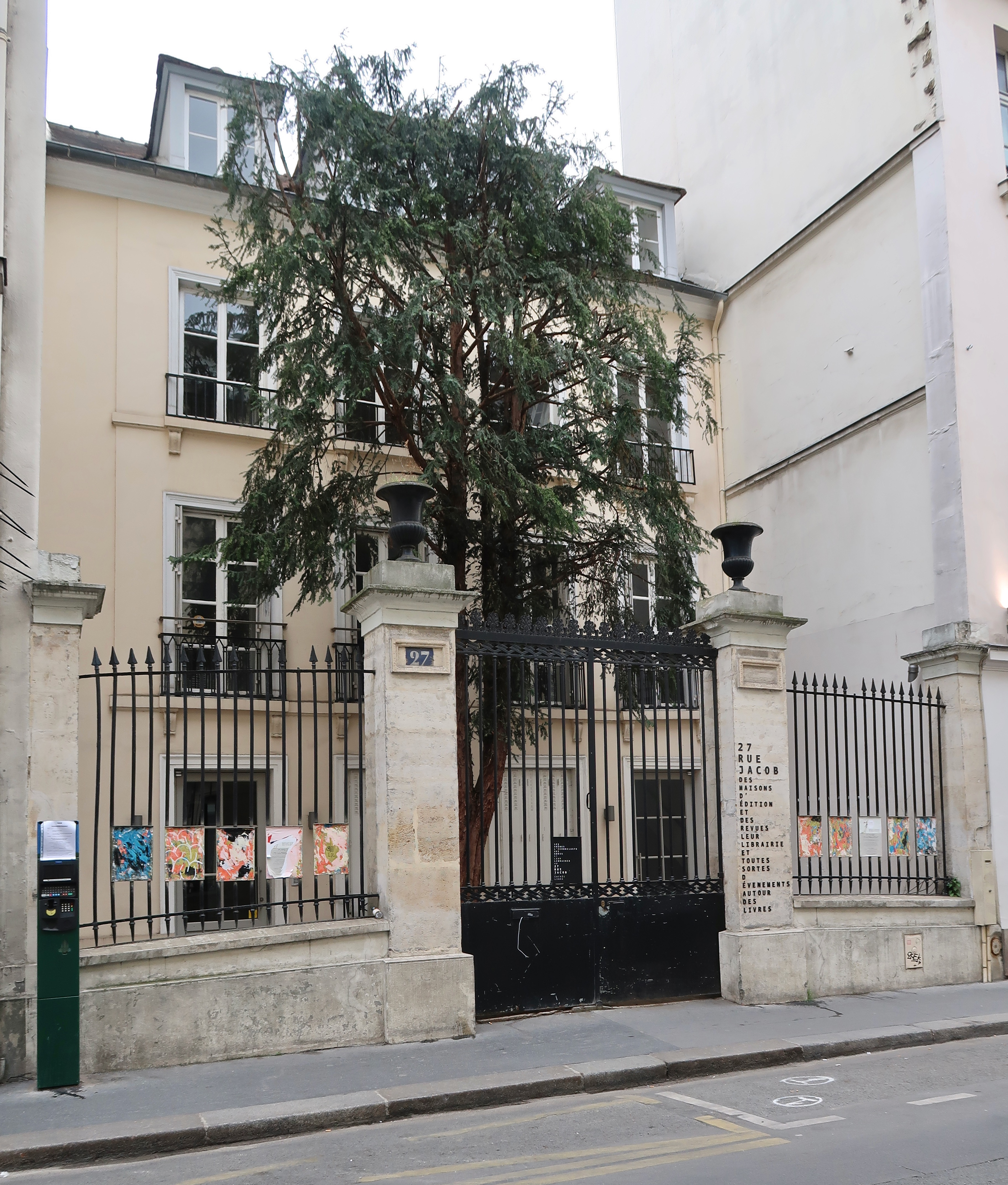
Immeuble historique et son célèbre if, au 27, rue Jacob à Paris.

### Débuts 1935-1945
La première ébauche de ce qui deviendra les éditions du Seuil a été lancée le 23 février 1935, par le publicitaire Henri Sjöberg, à l'instigation de l'abbé Jean Plaquevent qui avait également fondé la «Société de Saint Louis», regroupant des jeunes gens catholiques. Ceux-ci, dont Paul Flamand et Jean Bardet, vinrent d'abord en soutien à Henri Sjöberg et son épouse. En 1937, sous l'arbitrage de Jean Plaquevent, Jean Bardet racheta la petite maison d'édition dont il devint le directeur commercial, associé à Paul Flamand le directeur littéraire, Henri Sjöberg restant lui-même conseiller technique.
Après avoir publié, avant guerre, des ouvrages destinés à l'édification de la jeunesse, la maison d'édition renaît à la Libération, d'abord en étroite relation avec la revue Esprit d'Emmanuel Mounier, puis prend son propre essor dans le contexte du renouvellement intellectuel de l'après-guerre, au cœur de Saint-Germain-des-Près.

### Développement 1945-1979
Dès la fin des années 1940, Jean Bardet et Paul Flamand s'engagent pour le rapprochement avec la « nouvelle Allemagne » et la construction européenne. Le caractère innovant à cette époque de la publication d'une littérature allemande contribuera à élargir l'audience du Seuil. En 1972, Heinrich Böll recevra le premier prix Nobel couronnant un ouvrage publié au Seuil, suivi par Günter Grass en 1999.
L'engagement en faveur de la décolonisation devient crucial dès le début des années 1950, avec la publication d'auteurs d'Afrique du nord et subsaharienne, ou d'essais dénonçant la torture au cours d'affrontements alors contemporains (Seconde Guerre mondiale, guerres d'Indochine et d'Algérie). Le Seuil publiera à cette époque les écrits de Frantz Fanon et d'Edouard Glissant.
Dans les années 1960, l'éditeur va confirmer son ouverture vers les sciences humaines et sociales, la littérature internationale et d'avant-garde. Des innovations dans le mode de distribution et le public visé amèneront notamment à créer la collection de poche Points.
La tentative de développement d'une filiale audiovisuelle s'avérera cependant un échec,.

### Successeurs: 1979-2004
En 1979, Jean Bardet et Paul Flamand prennent leur retraite en même temps. Ils choisissent de confier la maison à leur directeur général, Michel Chodkiewicz, philosophe spécialiste de l'Islam, auquel il s'est converti. Les directeurs littéraires sont François Wahl pour la psychanalyse et les sciences, Jean-Marie Borzeix pour la littérature, Jean-Claude Guillebaud pour les essais.
À partir de 1989, la direction est assurée par Claude Cherki, qui, pendant ses quinze années à la tête des éditions du Seuil s'applique à développer en particulier les secteurs « jeunesse », « poche » et « image ».

### Rachat: depuis 2004
Pour faire face aux changements du monde de l'édition, Claude Cherki organise le rachat du Seuil par La Martinière le 12 janvier 2004. Six mois plus tard, il est contraint de démissionner en raison de prises d'intérêts dans cette opération. Il est remplacé par Pascal Flamand (PDG) et Olivier Cohen (directeur éditorial), créateur d'une filiale du Seuil, L'Olivier. À la suite du rachat par La Martinière, la société de distribution Volumen est créée. De nombreux problèmes liés à la logistique apparaissant, plusieurs éditeurs quittent le groupe.
En novembre 2005, le groupe annonce l'arrivée de Laure Adler en qualité de responsable du secteur littéraire du Seuil. Olivier Cohen reprend les rênes de sa maison L'Olivier. Points, filiale poche du Seuil, devient un éditeur à part entière. Le groupe continue sa politique de croissance, l'éditeur Danger Public le rejoint, ainsi que les éditions Petit à Petit. De fortes tensions sont à l'œuvre et, en juillet 2006, l'éditeur Hervé Hamon (qui a par ailleurs fidèlement publié une vingtaine de livres dans la maison en sa qualité d'écrivain) quitte Le Seuil et s'en explique publiquement, déclarant que « l'auteur n'est plus au centre du dispositif ».
En août 2006, le groupe annonce l'arrivée en tant que directeur général du Seuil de Denis Jeambar, journaliste et écrivain, ancien directeur adjoint de la rédaction du magazine Le Point et ancien président du groupe L'Express-L'Expansion et directeur de la rédaction de L'Express. Fin 2006, Laure Adler est licenciée.
Au printemps 2010, Le Seuil déménage de ses locaux historiques du 27, rue Jacob dans le quartier Saint-Germain-des-Prés, pour emménager à la porte d'Orléans, à l'extérieur du périphérique, sur la commune de Montrouge, mais en gardant l'adresse à Paris (14e arrondissement). Olivier Bétourné est nommé PDG. Le 4 avril 2018, il est remplacé par Hugues Jallon.
Le groupe Média-Participations rachète La Martinière Groupe en 2017, les éditions du Seuil y compris. En juillet 2024, Hugues Jallon est remplacé à la présidence par Coralie Piton.

## Collections

### Littérature
- « Écrivains de toujours » fut imaginée en 1949 par Jean Bardet et Paul Flamand. Albert Béguin aurait dû en être le directeur, mais c'est Francis Jeanson qui en prit alors la direction. Les premières maquettes sont confiées à Chris Marker.
- « Cadre Rouge », collection littéraire dont le graphisme est confié à Pierre Faucheux en 1958. Cette collection participera à l'image de marque de la maison. Sa direction en a été assurée par René de Ceccaty à partir de 1997[3].
- « Écrire » lancée en 1956 par Jean Cayrol[15]
- « Cadre Vert », consacrée aux traductions, sera l'un des éléments du succès de la maison.
- « L'Intégrale », dirigée par Luc Estang, dans laquelle sont publiées, de 1962 à 1994, les œuvres complètes de grands auteurs classiques.
- « Fiction & Cie » est créée par Denis Roche en 1974. Bernard Comment lui succède à l'automne 2004[16]. La collection a notamment accueilli des œuvres de Julien Péluchon, Jacques Henric, Natacha Michel, Jean-Marie Gleize, Catherine Millet, Antoine Volodine, Olivier Rolin.
- « Les Contemporains » est créée par Denis Roche. La collection comporte des monographies consacrées à : Antonin Artaud, par Camille Dumoulié ; Louis-René des Forêts, par Jean Roudaut ; Witold Gombrowicz, par Jean-Pierre Salgas ; Pierre Klossowski, par Alain Arnaud ; Georges Perec, par Claude Burgelin ; Robert Pinget, par Pierre Taminiaux ; Alain Robbe-Grillet, par Roger-Michel Allemand ; Salman Rushdie, par Marc Porée et Alexis Massery ; Nathalie Sarraute, par Arnaud Rykner ; Claude Simon, par Lucien Dällenbach ; Philippe Sollers, par Philippe Forrest.
- La Librairie du XXIe siècle est créée par Maurice Olender en 1989. Après avoir créé sa collection « Textes du XXe siècle » chez Hachette en 1985 (dix- neuf titres), il crée la collection La Librairie du XXe siècle, qui devient ensuite La Librairie du XXIe siècle. Elle comprend 143 titres en 2009. Les auteurs publiés d'abord chez Hachette l'ont suivi au Seuil. Voici comment Le magazine Page des libraires présente cette collection et son directeur : « Aux livres de Paul Celan […], Perec, Vernant, Pastoureau, Borges, Rancière, Tabucchi, Lydia Flem, Starobinski […] s’ajoutent […] les ouvrages de Yves Bonnefoy, Pascal Dusapin et le dernier roman de François Maspero »[17].
- « Poétique » est fondée en 1970 par Gérard Genette et Tzvetan Todorov.

### Sciences humaines et sociales
- « L'Histoire Immédiate », fondée par Jean Lacouture en 1961, accueille notamment les œuvres de Germaine Tillion, René Dumont, Edgar Morin et Emmanuel Todd. Elle est aujourd'hui dirigée par Jean-Claude Guillebaud.
- « Tel Quel » (1963-1982), dirigée par Philippe Sollers, publiait principalement des collaborateurs de la revue du même nom (Barthes, Derrida, Genette, Kristeva).
- « Champ freudien », collection de psychanalyse fondée par Jacques Lacan en 1964. Elle est depuis dirigée par Jacques-Alain Miller et Judith Miller.
- « L'Ordre philosophique » est fondée par Paul Ricœur et François Wahl en 1966. La collection sera dirigée par ce-dernier jusqu'en 1990, où lui succéderont Alain Badiou et Barbara Cassin, qui démissionneront en 2007 pour partir chez Fayard. Depuis 2014, Michaël Fœssel et Jean-Claude Monod dirigent la collection.
- « Science ouverte », créée en 1966, sera notamment dirigée par Jean-Marc Lévy-Leblond.
- « L'Univers historique » est fondée en 1970 par Jacques Julliard et Michel Winock.
- « Espacements » (1976-1985), dirigée par Françoise Choay, était consacrée à l'architecture.
- « Travaux linguistiques » (1972-1991), fondée par Nicolas Ruwet.
- « Des Travaux », fondée en 1983 par Michel Foucault, Jean-Claude Milner, Paul Veyne et François Wahl.
- « La Couleur des idées », fondée par Jean-Luc Giribone en 1984, qui aura également été dirigée par Jean-Pierre Dupuy, Jean-Claude Guillebaud, Jean-Luc Pouthier et Olivier Mongin.
- « Libre examen », fondée en 1991 par Olivier Bétourné, a accueilli des œuvres de Hannah Arendt, Pierre Bourdieu et Claude Nicolet.
- « Liber », fondée par Pierre Bourdieu et dirigée par Jérôme Bourdieu, John L. Heilbron et Yves Winkin.
- « La plus Belle Histoire » est fondée et dirigée en 1998 par Dominique Simonnet.

### Série des «Points»
- « Points essais », collection d'abord consacrée aux sciences humaines et sociales en lancée en 1970 par Bruno Flamand. Les couvertures sont conçues par Pierre Faucheux : un point contenant une couleur et un motif géométrique qui changent en fonction du domaine (Littérature, Sciences Humaines, Sciences économiques et politiques, Sciences, Arts, Civilisation)[3].

- « Points Histoire », collection fondée par Michel Winock en 1971.
- « Points Films », 1971 (7 titres).
- « Points Économie » et « Points Actuels », 1973.
- « Points Pratiques », 1974 (9 titres)
- « Points Sagesse », 1976, dirigée par Jean-Louis Schlegel et Vincent Bardet.
- « Points Musique », 1978 (6 titres)
- « Points Biographies », 1984 (12 titres)
- « Points Planète », 1988 (19 titres)[3]

Les éditions Points sont, depuis 2006, une filiale autonome du groupe La Martinière.

### Sources et bibliographie
- « Tant qu'il y aura des tomes », Les dossiers du Canard enchaîné no 93, octobre 2004.
- Pascal Fouché, « Seuil (éditions du) », in Jacques Julliard, Michel Winock (dir.), Dictionnaire des intellectuels français. Les personnes, les lieux, les moments, Paris, éditions du Seuil, 2009, p. 1280-1282.
- Hervé Serry, Les Éditions du Seuil. 70 ans d'histoires, Paris, éditions du Seuil / IMEC éditeur, 2008.
- Jean Lacouture, Pascal Flamand éditeur, Paris, Les Arènes, 2010.
- Hervé Serry, Aux origines des éditions du Seuil, Paris, éditions du Seuil, 2015.
- Nathalie Beau, « Le Seuil jeunesse a 30 ans... Quelle histoire ! », La Revue des livres pour enfants, no 326,‎ septembre 2022, p. 176-180 (lire en ligne, consulté le 1er mars 2025)